# Not invented here
Not invented here,  eller Not invented here syndrome, förkortat NIH eller NIHS, på svenska ungefär "Inte uppfunnet här", är en attityd som återfinns hos organisationer när idéer, metoder eller tillvägagångssätt som kommer utifrån avvisas. Det finns visst underlag för att detta drabbar de flesta organisationer i någon utsträckning. Uttrycket används nedsättande och för att inspirera till en attitydförändring. Computer Sweden anger att attityden ibland benämns "kan själv".